# Heinz Schillinger

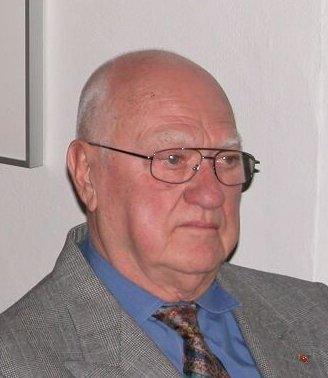
Heinz Schillinger (2006)

Heinz Schillinger (* 27. Juli 1929 in Nürnberg; † 17. Februar 2008) war ein deutscher Grafiker.

## Leben
Schillinger erlernte den Beruf eines Positivretuscheurs beim Sebaldus-Verlag in Nürnberg. Anschließend absolvierte er eine Ausbildung an der Nürnberger Fachschule für das grafische Gewerbe. 1950 begann er an der damals nach Ellingen ausgelagerten Akademie der Bildenden Künste Nürnberg sein Grafikdesign-Studium bei Max Körner.
1959 gründete Schillinger ein eigenes Grafik-Atelier.
Bekanntheit erreichte der Nürnberger Künstler als Entwerfer von Briefmarken. Fast 400 Wettbewerbe der Deutschen Bundespost und später des Bundesministeriums für Finanzen hatte er ab 1962 gewonnen. 1989 wurde seine Briefmarke Limburger Dom (Michel-Nr. 1250) vom Weltpostverein zur „schönsten Briefmarke der Welt“ gekürt. Im Februar 2008 erschien seine letzte Briefmarke: „1000 Jahre Dorfkirche Bochum-Stiepel“.
Aus seiner Feder stammen das Plakat zur 900-Jahr-Feier Nürnbergs und des Nürnberger Christkindlesmarktes sowie das Logo der Spielwarenfabrik BIG.
Schillinger wurde 1979 als Professor an die Akademie der Bildenden Künste Nürnberg berufen, wo er bis 1991 den Lehrstuhl für Grafikdesign innehatte.

## Werke
Einige Briefmarkenentwürfe von Heinz Schillinger siehe unter Briefmarkenserie Fremdenverkehr, Hauptstädte der Länder der Bundesrepublik Deutschland sowie unter Briefmarkenserie Burgen und Schlösser.